# Jorge Vico
Jorge Vico Carbonell (Madrid, 6 de septiembre de 1933-Madrid, 20 de septiembre de 1977) fue un actor español.

## Biografía
Jorge fue miembro de una familia de artistas; tataranieto de Antonio Vico y López de Adrián, bisnieto de José Vico, nieto de Antonio Vico y Pinto e hijo de los célebres Antonio Vico Camarero y Carmen Carbonell. Prosiguió la saga profesional al casarse con Raquel Rodríguez Villaespesa (1934- ), hija de la actriz Lola Villaespesa (1918-2005) y nieta del poeta Francisco Villaespesa, matrimonio del que saldrían a su vez Antonio (1956) y Lola Vico Rodríguez (1957).
Debutó en el teatro con Madre (el drama padre), de Enrique Jardiel Poncela y se forjó como actor en los escenarios con obras como La herida luminosa, de Josep Maria de Sagarra, La mariposa y el ingeniero (1953), de Joaquín Calvo Sotelo, Chocolate a la española (1953) de Julia Maura, Jaque a la juventud (1965) de Julia Maura, Los delfines (1969), de Jaime Salom, Don José, Pepe y Pepito (1952) o ¿Dónde vas, Alfonso XII? (1957), las dos últimas de Juan Ignacio Luca de Tena. En total más de 30 obras de teatro, siendo Tiempo de espadas su última función. 
En cine, destacó su papel protagonista en Novio a la vista (1954), de Luis García Berlanga así como en Tarde de toros (1956), El Litri y su sombra (1960), Don José, Pepe y Pepito (1961), La cuarta carabela (1962), A hierro muere (1962), Las últimas horas (1964), El secreto del capitán O'Hara (1964), Cuatro bodas y pico (1964), La cesta (1965), Dr. Jekyll y el Hombre Lobo (1972), etc. 
Para televisión trabajó en Estudio 1 y varios programas de Chicho Ibáñez Serrador, siendo un capítulo de la serie Curro Jiménez su último trabajo en TVE.
Murió en Madrid a los cuarenta y cuatro años de edad.